# Caloptilia flavimaculella
Caloptilia flavimaculella là một loài bướm đêm thuộc họ Gracillariidae. Nó được tìm thấy ở Hoa Kỳ (Connecticut và Maine).